# Jens Todt
Jens Todt (Hameln, 5 gennaio 1970) è un ex calciatore tedesco, di ruolo centrocampista.

## Carriera

### Club
Dopo aver militato nell'Havelse, è stato acquistato dal Friburgo, con cui ha giocato per 5 anni. Nel 1996 è passato al Werder Brema, mentre tre anni dopo si è trasferito allo Stoccarda, club con cui si è ritirato nel 2003.

### Nazionale
Con la nazionale tedesca ha giocato in totale 3 partite, la prima delle quali il 12 ottobre 1994, in un'amichevole con l'Ungheria.
Prima della finale degli Europei del 1996 è stato convocato dalla Germania come aggiunta dell'ultimo minuto, a causa dei numerosi infortuni dei tedeschi. Nonostante ciò non ha preso parte alla finale contro la Repubblica Ceca nemmeno come riserva in panchina.

## Statistiche

### Cronologia presenze e reti in nazionale
| Cronologia completa delle presenze e delle reti in nazionale ― Germania | Cronologia completa delle presenze e delle reti in nazionale ― Germania | Cronologia completa delle presenze e delle reti in nazionale ― Germania | Cronologia completa delle presenze e delle reti in nazionale ― Germania | Cronologia completa delle presenze e delle reti in nazionale ― Germania | Cronologia completa delle presenze e delle reti in nazionale ― Germania | Cronologia completa delle presenze e delle reti in nazionale ― Germania | Cronologia completa delle presenze e delle reti in nazionale ― Germania |
| Data                                                                    | Città                                                                   | In casa                                                                 | Risultato                                                               | Ospiti                                                                  | Competizione                                                            | Reti                                                                    | Note                                                                    |
| ----------------------------------------------------------------------- | ----------------------------------------------------------------------- | ----------------------------------------------------------------------- | ----------------------------------------------------------------------- | ----------------------------------------------------------------------- | ----------------------------------------------------------------------- | ----------------------------------------------------------------------- | ----------------------------------------------------------------------- |
| 12-10-1994                                                              | Budapest                                                                | Ungheria                                                                | 0 – 0                                                                   | Germania                                                                | Amichevole                                                              | -                                                                       |                                                                         |
| 22-2-1995                                                               | Jerez de la Frontera                                                    | Spagna                                                                  | 0 – 0                                                                   | Germania                                                                | Amichevole                                                              | -                                                                       |                                                                         |
| 23-6-1995                                                               | Berna                                                                   | Svizzera                                                                | 1 – 2                                                                   | Germania                                                                | Centenario Fed.Svizzera                                                 | -                                                                       |                                                                         |
| Totale                                                                  |                                                                         | Presenze                                                                | 3                                                                       |                                                                         | Reti                                                                    | 0                                                                       |                                                                         |

## Palmarès

### Club

#### Competizioni nazionali
- Coppa di Germania: 1

Werder Brema: 1998-1999
- Coppa Intertoto UEFA: 1

Werder Brema:1998
- Campionato tedesco di seconda divisione: 1

Friburgo: 1992-1993

### Nazionale
- Campionato d'Europa: 1

1996